# Quota latte
La quota latte era un limite sulla produzione di latte per ciascun allevatore nella Comunità europea, oltre il quale si applicava una tassazione detta prelievo supplementare.
Introdotta dal regolamento comunitario 856/1984 del 31 marzo 1984, sostituita poi dal regolamento 3950/92 del 28 dicembre 1992 e dal regolamento 1788/2003 del 29 settembre 2003, è infine cessata dal 1º aprile 2015.

## Il prelievo supplementare
Il regime del prelievo supplementare era uno strumento di politica agraria comunitaria che imponeva agli allevatori europei un prelievo finanziario per ogni chilogrammo di latte prodotto oltre un limite stabilito (quota latte). Erano gli acquirenti di latte (latterie, caseifici, ecc.) a fungere da sostituti di imposta: essi dovevano quindi tener monitorate le consegne di latte dei produttori propri conferenti e nel momento in cui questi ultimi avessero superato la quota latte dovevano trattenere – dall'importo che periodicamente liquidavano ad essi come pagamento per il latte acquistato – il prelievo stabilito dalle norme comunitarie.
Con il regolamento 856/84 fu fissato un anno di riferimento, per l'intera comunità; il quantitativo globale garantito di latte di ogni singolo Stato membro venne ottenuto sommando i quantitativi di latte consegnati dai produttori alle imprese di trasformazione, comma 4 del Reg. CE 856/84. 
Nella versione sviluppata dalla Comunità europea dal 1984 fino al 2015 (quando il 1º aprile è cessata l'applicazione del sistema), la quota latte non era giuridicamente da intendersi come una concessione a produrre. In realtà l'allevatore aveva liberamente potuto produrre latte prima dell'introduzione del regime del prelievo supplementare e poteva liberamente farlo dopo. A rigore, infatti, un allevatore poteva produrre e commercializzare latte anche oltre la propria quota, salvo incorrere consapevolmente nel pagamento di un tributo (il prelievo supplementare) molto elevato, tanto da rendere fortemente anti-economica tale produzione e relativa commercializzazione.
La quota era dunque semmai «una sorta di autorizzazione amministrativa a commercializzare il latte senza pagare penale» (prima Relazione della Commissione governativa d'indagine sulle quote latte); una definizione efficace, anche se alla parola "penale" si potrebbe preferire "tributo".

### Scopo
Scopo delle quote latte era di evitare che la produzione di latte, diventando eccessiva, portasse a cali nel prezzo di vendita alla stalla, con conseguente perdita di profitto per gli allevatori.
Le quote latte si configuravano infatti come un regime di contingentamento della produzione; una misura ascrivibile al gruppo degli strumenti volti a regolare l'offerta. Si trattava quindi di una misura che interveniva sulle decisioni dell'imprenditore, disincentivando fortemente la produzione oltre certi limiti.

### Modifiche del regime
La disciplina delle quote latte fu rinegoziata il 18 novembre 2008 a Bruxelles dal Consiglio dei ministri UE dell'Agricoltura, con aumento della quota di produzione italiana.

### La fine del regime
Con il 1º aprile 2015 è terminato il regime delle quote latte e si è tornati al libero mercato.

## Applicazione in Italia
Per l'Italia l'anno di riferimento era il 1983. Dalle rilevazioni fatte in Italia, il quantitativo globale di riferimento, che può intendersi come il totale del latte venduto dai produttori ai trasformatori o direttamente al consumatore, venne fissato in 8.823 migliaia di tonnellate. Il dato era, secondo le associazioni di categoria, sottostimato e per questo l'allora ministro dell'agricoltura Filippo Maria Pandolfi fu duramente criticato. Pandolfi attribuì la colpa a un errore dell'ISTAT e promise che comunque eventuali sanzioni non sarebbero state applicate ai produttori italiani individuali (le quote individuali vennero applicate solo dopo alcuni anni).

### La ricerca dei dati
Sin dall'introduzione del sistema la prevalente contestazione, esplosa alla pubblica visibilità con il movimento dei Cobas latte, ha riguardato la mancanza di dati certi utilizzati per i metodi di calcolo del prelievo e la carenza dei controlli per portare chiarezza sull'intera questione.
Già nel 1997 la prima commissione governativa d'indagine del generale della Guardia di Finanza Natalino Lecca, istituita ai sensi del D.L. 11/97, affermava l'inattendibilità degli accertamenti fino a quel momento effettuati dall'AIMA e la scarsa attendibilità dei dati di produzione. Accertava tutta una serie di cosiddetti “fenomeni truffaldini” nella gestione delle quote-latte (si va dall'assegnazione di quote a soggetti inesistenti o non allevatori, alla falsa fatturazione come prodotto in Italia di latte importato in nero, ecc.), oltre che contrasti tra la normativa comunitaria e la legislazione italiana di attuazione, nonché l'illegittimità dei QRI assegnati da AIMA fino ad allora e l'illegittimità delle conseguenti compensazioni.
Il colonnello comandante dei Carabinieri per le Politiche Agricole Messina nella commissione di Indagine del 20 marzo 2003 rilevava che:
- i quantitativi di riferimento individuali (QRI) non erano stati assegnati in maniera legittima;
- le operazioni fraudolente e truffaldine sulle consegne di latte agli acquirenti, fossero diventate per ciò una problematica molto complessa.

Anche nell'ultima commissione di indagine, nominata con Decreto Ministeriale n. 6088 del 25 giugno 2009 e presieduta dal generale Alonzi, comandante dei Carabinieri per le Politiche Agricole e Forestali, per la verifica e l'accertamento dello stato di commercializzazione del latte e dei prodotti lattieri da parte dei produttori e degli acquirenti del 2002 aveva identificato numerose anomalie come la non corrispondenza tra numerose dichiarazioni L1 (dichiarazioni annuali della produzione del latte) con gli identificativi fiscali presenti nella Banca Dati Nazionale (BDN) e anomalie circa l'assenza per numerose aziende della registrazione dell'autorizzazione igienico-sanitaria, secondo il DPR 54/1997.
Rilevò inoltre l'assenza di specifica normativa circa la metodologia di campionamento del latte ai fini delle analisi del TMGP (tenore di materia grassa del periodo): come precisa la Relazione di approfondimento del 2010 “…un sistema poco regolamentato…tale da consentire facilmente comportamenti fraudolenti”.
La Relazione di approfondimento del 15 aprile 2010 precisa che “…i dati provenienti dalla banca dati SIAN di AGEA non sono altro che il risultato di auto-dichiarazioni forniti da soggetti privati sui quali i controlli sono per lo più di carattere documentale.”
Dalla Relazione di approfondimento del 2010 emergono importanti segnalazioni:
- la non piena coerenza tra le banche dati ufficiali acquisite (importante sottolineare che l'Istituto Zooprofilattico di Teramo non è in grado di certificare i dati precedenti all'anno 2004);
- la mancanza di un dato identificativo coerente ed univoco per tutte le aziende in produzione adottato da tutte le banche dati ufficiali tale da consentire l'incrocio dei dati (alla base della prevenzione di fenomeni fraudolenti o elusivi e non di ostacolo ad investigazioni vs comportamenti illeciti);
- anomalie nelle banche dati da sottoporre ad approfondimenti;
- incoerenza dei dati con riferimento alla produzione nazionale;
- inoltre "dal raffronto del numero dei capi nelle diverse banche dati risulta una differenza produttiva media, rispetto alla produzione totale italiana dichiarata in L1, talmente significativa da mettere in discussione lo stesso splafonamento dello stato italiano e quindi il prelievo supplementare imputato ai produttori a partire dal 1995/96 fino al 2008/2009. (pur aumentando in eccesso del 10% in via prudenziale)".

In data 18 giugno 2010 il Comando Carabinieri Politiche Agricole e Alimentari depositava una prima Informativa di reato, datata 11 giugno 2010 n. 169/75-2009, nella quale venivano segnalati diversi comportamenti “truffaldini al fine di aggirare il regime comunitario in materia di quote latte ed anche, in ipotesi, il regime fiscale dello Stato” e veniva chiesta la delega di ulteriori indagini.
In data 4 novembre 2010 veniva depositata un'ulteriore, puntuale e voluminosa Informativa nella quale gli Ufficiali di P.G. refertavano sulle indagini esperite.

### Gli accertamenti giurisdizionali
Al di là dei "comportamenti negligenti e lacunosi" accertati dalla sentenza della Corte di Giustizia dell'Unione europea del 24 gennaio 2018 (proc. C-433/15) - valendosi anche dei controlli della Corte dei conti italiana e delle commissioni di inchiesta succedutesi a livello nazionale - il GIP di Roma ha accertato che "i dati sui capi che producono latte è falso e che i numeri forniti da AGEA e  dall’Istituto zooprofilattico sperimentale … sono del tutto inattendibili, tanto da conseguirne la non verosimiglianza di quelli concernenti il latte  prodotto. D’altra parte è una questione di mera logica che se è errata la cifra degli animali da cui si ricava il latte, non può che essere errato il quantitativo stesso del latte”. Tuttavia, "non si rintraccia, però, una centrale criminale con individuate responsabilità personali, ma diversi ambiti, tecnico-amministrativi, che hanno creato negli anni fortissimi ed occulti centri di potere tutti convergenti nel violare regole e controlli, con i sistemi più disparati, per fare arricchire alcuni produttori e allevatori a discapito degli altri, tanto da viziare gravemente il mercato”.